# Munksälar
Inte att förväxlas med den fiktiva havslevande varelsen sjömunk.
Munksälar (Monachus) är ett släkte sälar inom familjen öronlösa sälar. Som enda sälgrupp lever de i tropiska eller subtropiska hav. Det finns tre arter som förekommer i olika områden på jordklotet.
- Havsmunk (Monachus monachus)
- Västindisk munksäl (Monachus tropicalis)
- Hawaiis munksäl (Monachus schauinslandi)

## Systematik
I äldre avhandlingar beskrivs munksälar ofta som särskilt "primitiva sälar". Bonner betecknar släktet, främst arten Hawaiis munksäl, som "levande fossil". På grund av några anatomiska detaljer antogs[när?] att Monachus har en avgränsad position bland sälarna. I motsats till andra sälar är tinningbenets klippdel (Pars petrosa) inte förstorad hos munksälar. Förstorningen antas vara en anpassning till ljudförhållanden under vatten och därför uppkom teorin att munksälar inte är fullständig anpassade. Vadbenet och skenbenet inte sammanlänkade vid knät; munksälar liknar i detta avseende landlevande rovdjur. Trots allt är omstridd om dessa särdrag resulterar i släktets basala ställning bland säldjuren.
Enligt Wyss (1988) är havsmunk och Västindisk munksäl närmare besläktade med de andra öronlösa sälarna än med Hawaiis munksäl. Studien betraktar Monachus alltså som ett parafyletiskt taxon. Här redovisas att utvecklingslinjerna skilde sig för 15 miljoner år sedan vid uppkomsten av den centralamerikanska landbron som separerade Atlanten från Stilla havet.
Bininda-Emonds och Russell som 1996 utförde en kladistisk analys av de öronlösa sälarna har en annan uppfattning. De betraktar släktet munksälar som en monofyletisk grupp. Däremot kunde de inte bevisa munksälarnas basala ställning i familjen.

### Havsmunk
Den enda sälarten i Medelhavet är nu extremt sällsynt. Det finns små populationer vid grekiska, turkiska och afrikanska kustlinjer. Pälsfärgen varierar starkt mellan ljusgrå och svartbrun. Längden är omkring 240 cm och vikten ungefär 280 kg. Honor är lite större än hannar. Havsmunken är aktiv på dagen, jagar fisk och lever i små flockar med maximalt 20 djur.
Aristoteles beskrev djuret i sina böcker. Fiskare betraktade alltid havsmunken som en konkurrent och dödade djuret varhelst de träffade på det. Idag finns troligtvis bara 500 individer kvar. Nästan inget annat däggdjur är så starkt hotat.

### Västindisk munksäl
Denna art är troligtvis utdöd. När spanjorerna under Columbus anlände i Karibiska havet beskrev de djuret i sina texter. Senast såg man sälarten 1952 söder om Jamaica. Fiskare påstår ibland att de sett djuret men det finns ingen vetenskaplig klarhet. Expeditioner för att hitta sälarten igen har alltid misslyckats.

### Hawaiis munksäl
Sälarten fanns tidigare runt hela ögruppen Hawaii men nu bara på nordvästliga öar. Kraftig jakt minskade beståndet starkt så att det på 1950-talet bara fanns 150 djur kvar. Efter inrättande av skyddsåtgärder har beståndet ökat till 1 200 individer. Nu är hajar det största hotet för sälarten.